# Hogmanay

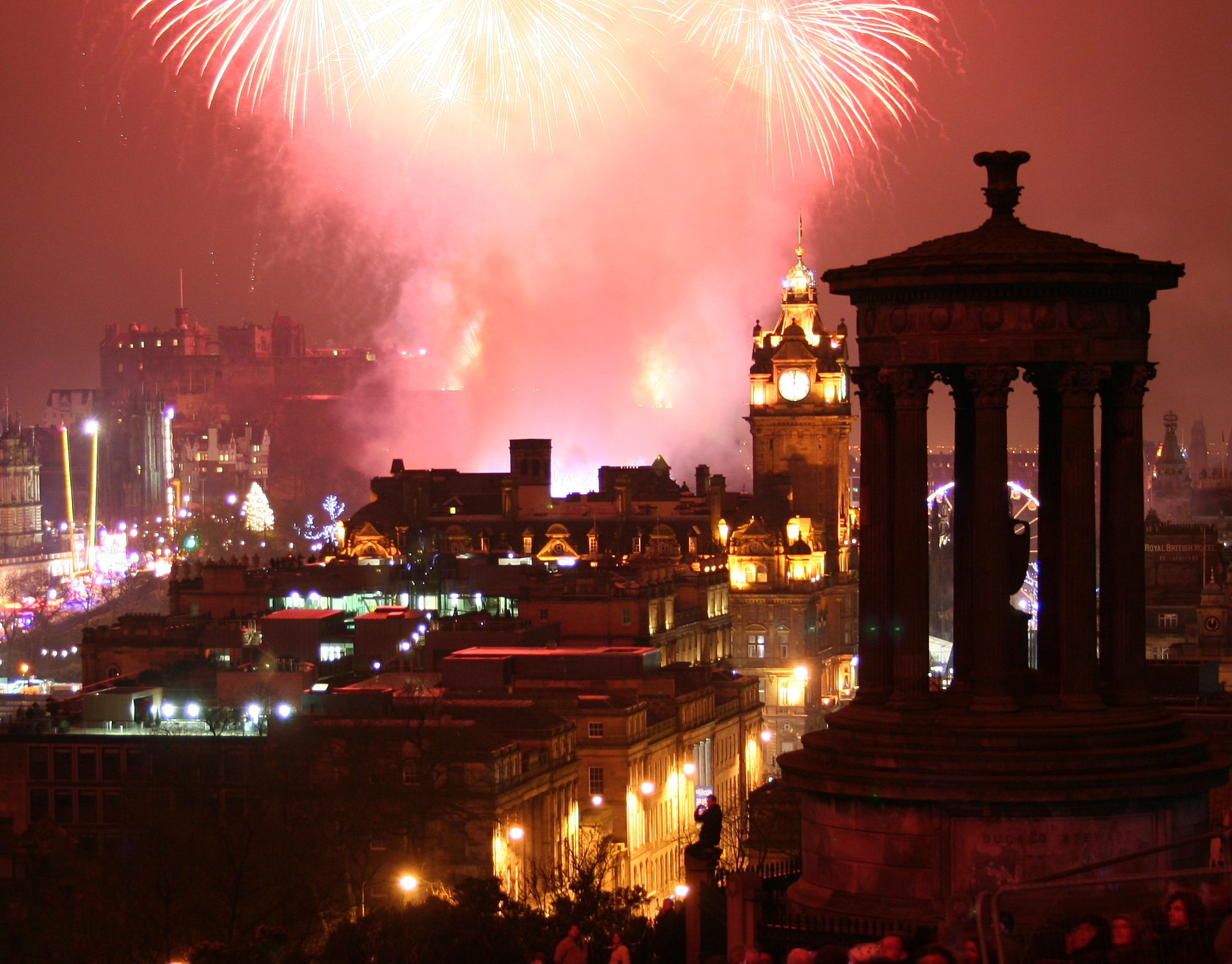
Hogmanay-Feuerwerk in Edinburgh

Hogmanay ist einer der bedeutendsten schottischen Festtage und wird am Abend des 31. Dezember bis in die frühen Morgenstunden des 1. Januar gefeiert.
Traditionell wird Black Bun (eine Art Früchtebrot) serviert. Eine weitere Tradition ist das First Footing, bei dem man mit einem Glas Whisky, einem Stück Kohle, einem Black Bun, Shortbread und Salz über die Schwelle von Nachbarn und Freunden tritt.
Ein Hogmanay-Brauchtum ist auch, dass die Teilnehmer ein Feuer im Uhrzeigersinn umschreiten und mit einem Stock oder einer Feuerzange auf ein Bocksfell schlagen (siehe deisel).